# Alcobendas
Alcobendas (alkoˈβendas) je satelitní město v Madridském společenství ve středním Španělsku. Nachází se zhruba 13 km severně od Madridu a 7 km od barajaského mezinárodního letiště. Je zde centrální městská zóna, nedávno postavené obytné čtvrti Valdelasfuentes, La Moraleja a El Soto de la Moraleja, přírodní rezervace Valdelatas a průmyslová zóna s lehkým průmyslem. Staví se zde velká zóna pro high-tech firmy s názvem Valdelacasa. Sídlí zde muzeum basketbalu, kde je umístěna Síň slávy FIBA.
Kdysi v Alcobendas bydleli hlavně dělníci, dnes však patří mezi bohatá sídla madridské metropolitní oblasti a čtvrť La Moraleja patří k nejluxusnějším ve Španělsku vůbec.